# قایق توپ‌دار کلاس گور
قایق توپ‌دار کلاس گور (به انگلیسی: Gor-class gunboat) یک کلاس از قایق‌های توپ‌دار است که طول آن ۳۱٫۲۷ متر (۱۰۲ فوت ۷ اینچ) می‌باشد.